# Cladosporium phyllophilum
Cladosporium phyllophilum är en svampart som beskrevs av McAlpine 1896. Cladosporium phyllophilum ingår i släktet Cladosporium och familjen Davidiellaceae.   Inga underarter finns listade i Catalogue of Life.